# Hôtel de Paris Monte-Carlo
Hôtel de Paris Monte-Carlo är ett femstjärnigt hotell i Monte Carlo i Monaco och ägs och drivs av det statliga tjänsteföretaget Société des bains de mer de Monaco. Hotellet har 207 hotellrum varav 60% (~125) av dessa är hotellsviter. Det finns även fyra restauranger som bland annat Le Grill och Le Louis XV, som har stjärnor i Michelinguiden.
Hotellet uppfördes 1864 och var ritad av Gobineau de la Brétonnerie, den genomgick dock en större utvidgning bara två år senare och den gången med hjälp av arkitekten Jules Dutrou. 1908 blev de allmänna utrymmen omgjorda av Édouard Niermans.
Den har varit inspelningsplats för filmer som De röda skorna, Goldeneye, Iron Man 2, Monte Carlo och Never Say Never Again.

## Galleri

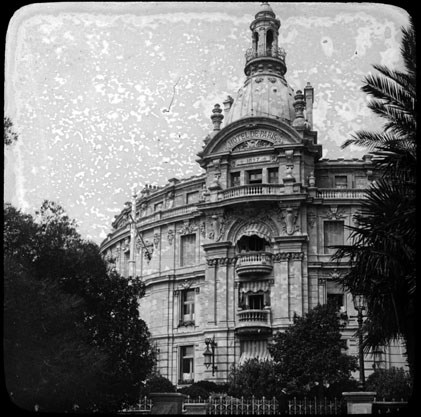
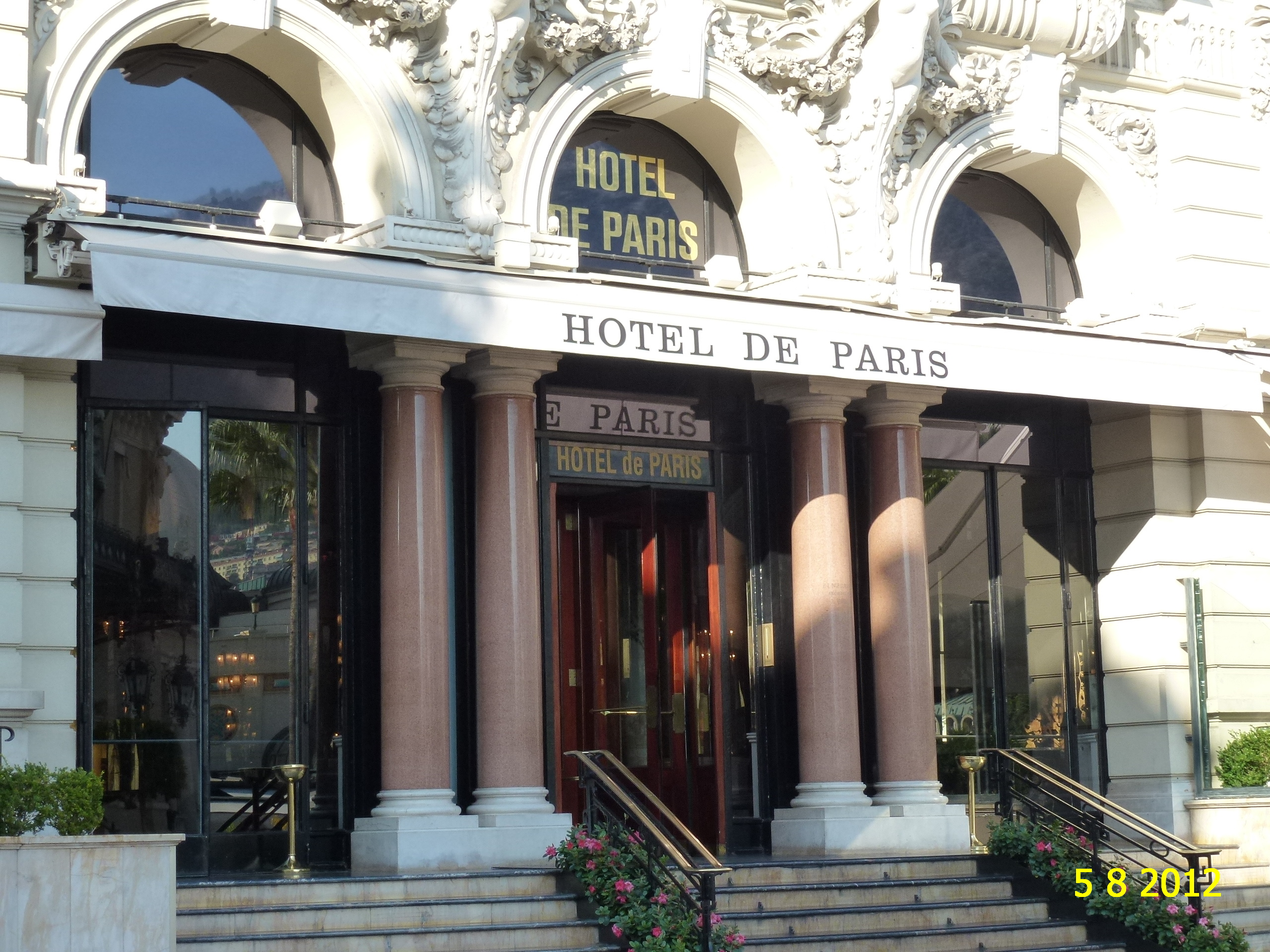
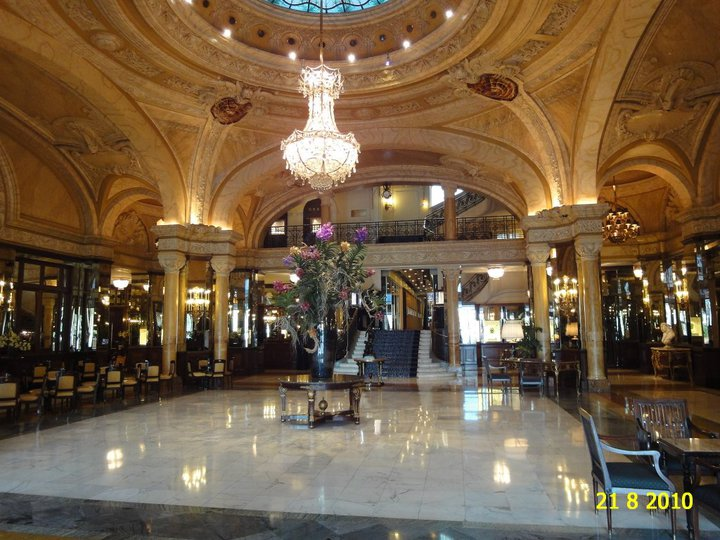
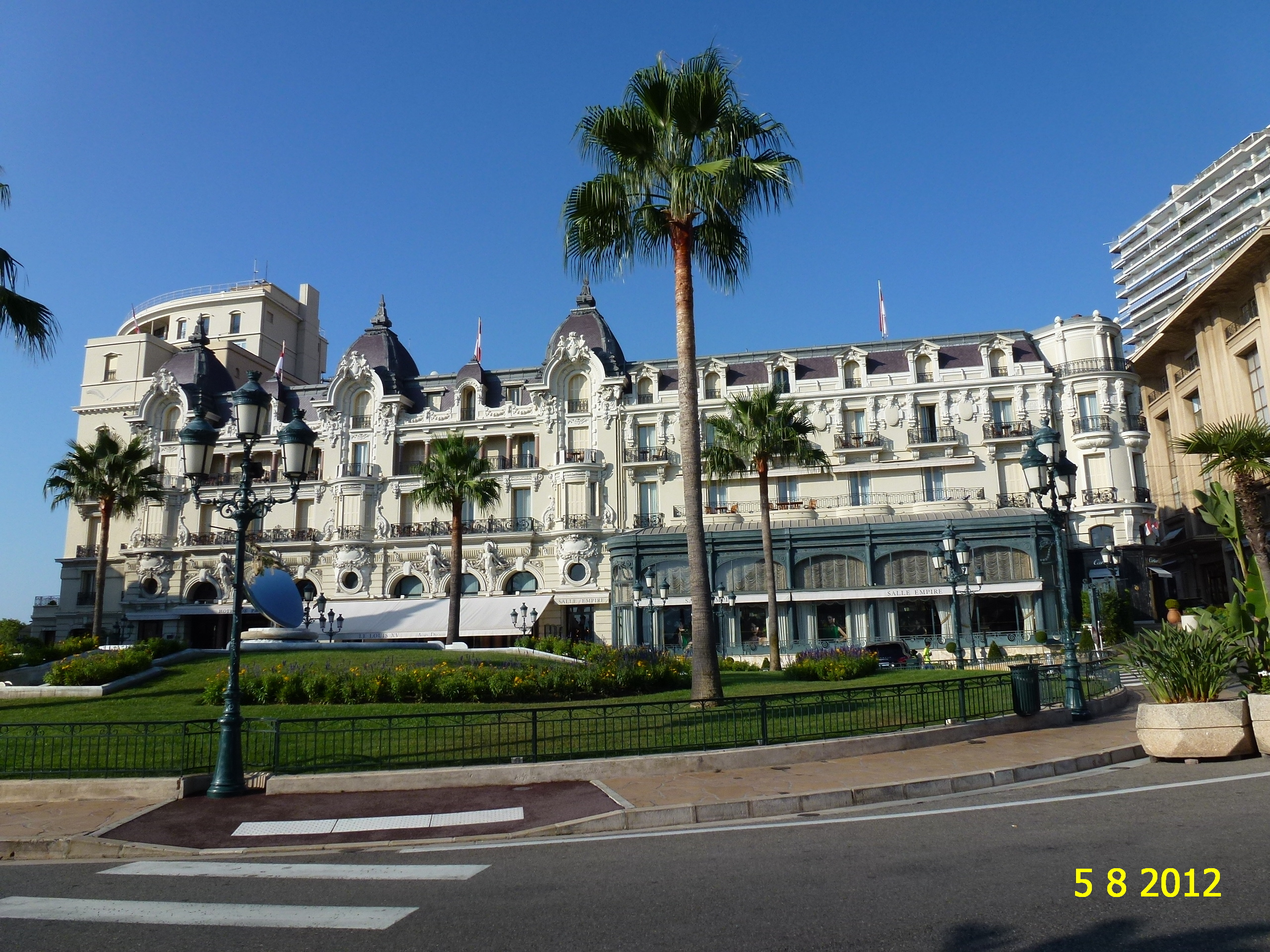

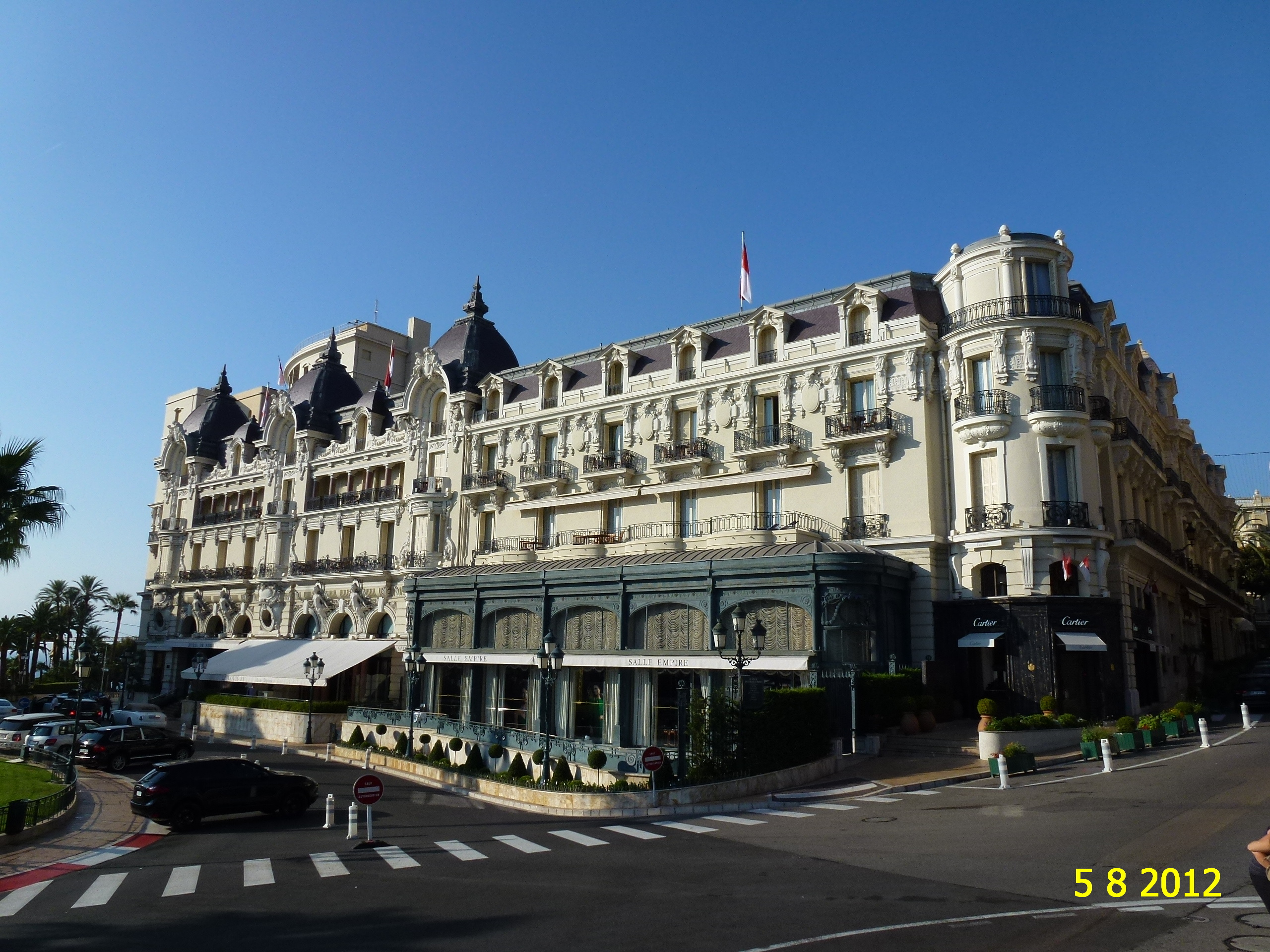
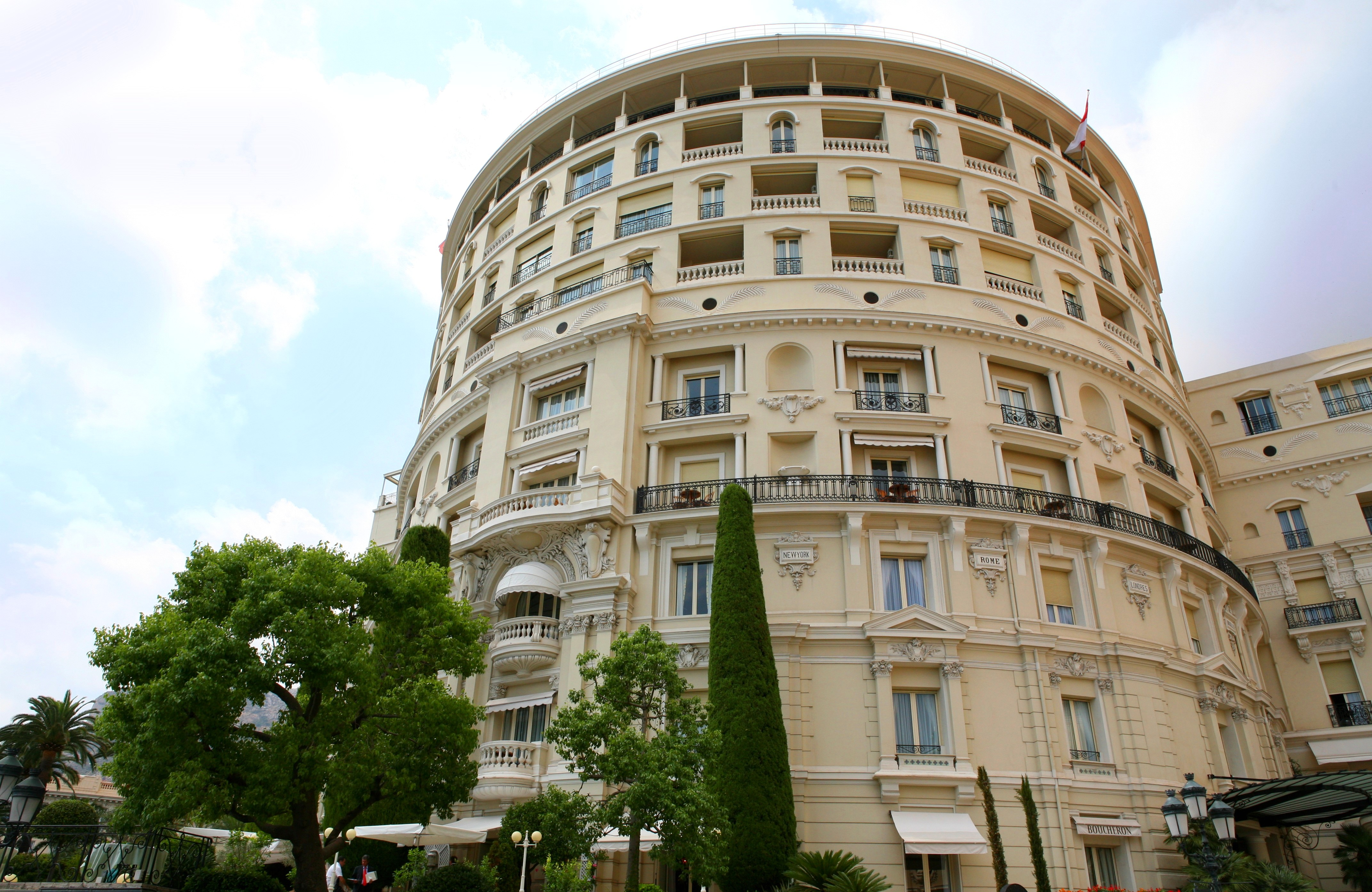
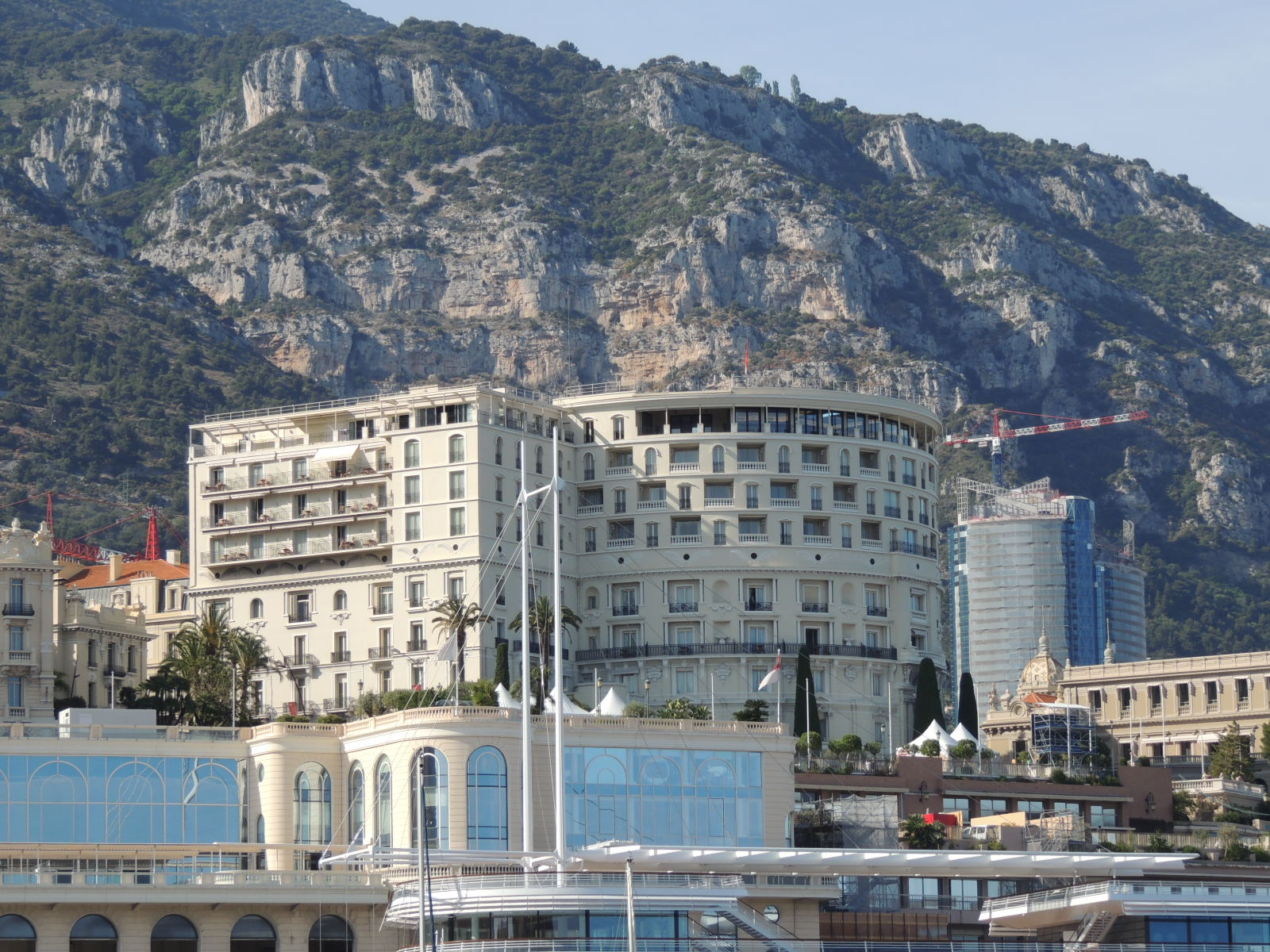
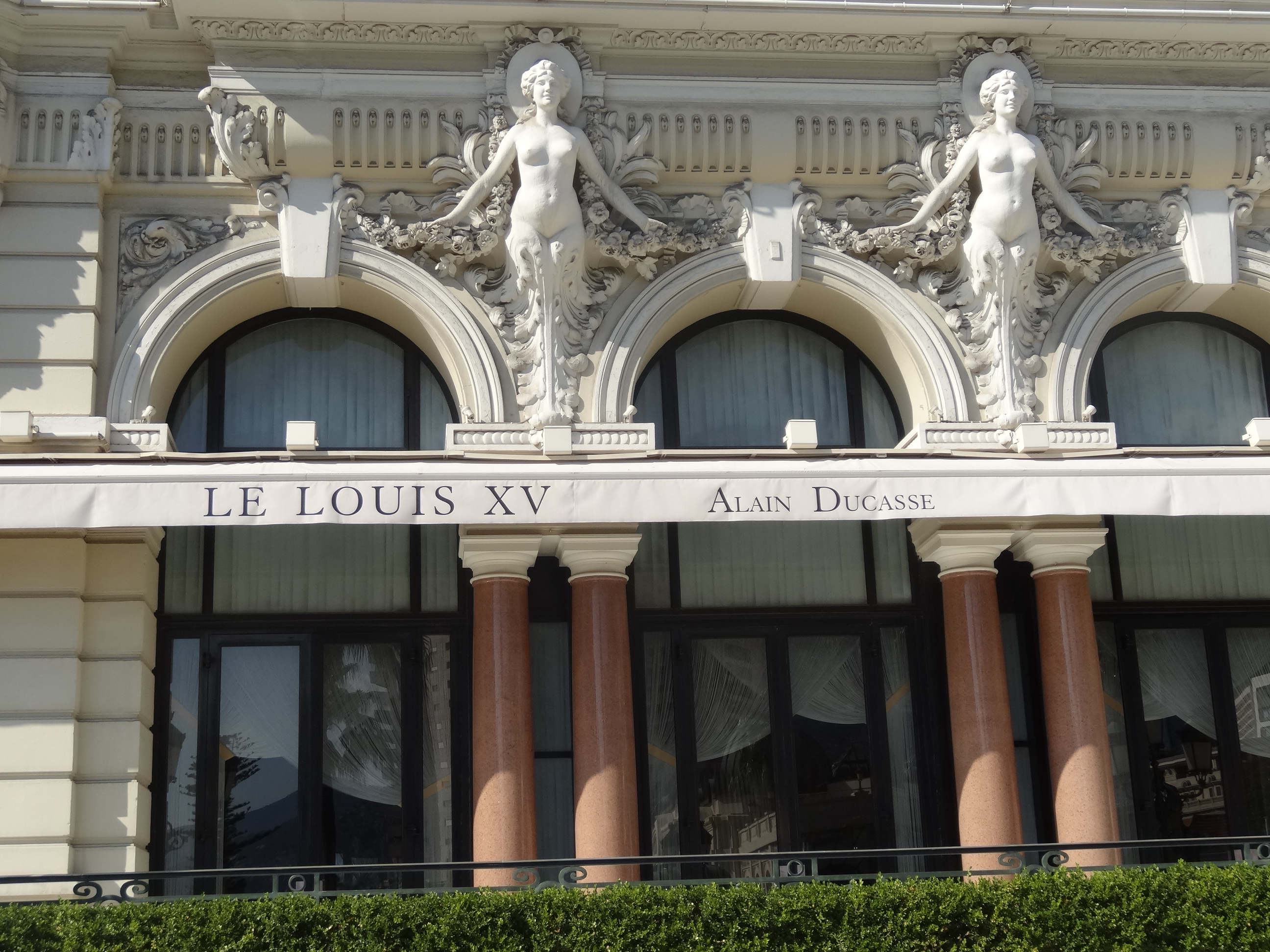